# Шостий гравець
«Шостий гравець» (англ. The 6th Man) — американська фентезійна комедія, що вийшла 1997 року. В головних ролях Марлон Веянс, Кадім Гардісон, Дейвид Пеймер, Кевін Данн та Майкл Мішель.

## Сюжет
Брати Антуан і Кенні є лідерами у своїй баскетбольній команді університету. Під час гри Антуан зазнає серцевого нападу і помирає. Без Антуана команда починає розвалюватися. Однак привид спортсмена повертається з мертвих, щоб допомогти баскетбольній команді свого брата виграти титул NCAA, національного чемпіона з чоловічого баскетболу серед студентів. Кенні треба визначитися, чи він дозволяє Антуану керувати своїм життям навіть після смерті того, і чи зможе він жити по-справжньому, якщо відпустить Антуана.

## У ролях
| Актор          | Роль            |
| -------------- | --------------- |
| Марлон Веянс   | Кенні Тайлер    |
| Кадім Гардісон | Антуан Тайлер   |
| Кевін Данн     | Мікульський     |
| Майкл Мішель   | Ар-Сі Сент-Джон |
| Дейвид Пеймер  | тренер Педерсон |
| Гері Джонс     | Герц            |
| Лоренцо Орр    | Малік Мейджор   |
| Владимір Чук   | Зігі Хрбачек    |
| Тревіс Форд    | Денні О'Грейді  |
| Кріс Спенсер   | Джиммі Стаббс   |
| Кірк Бейлі     | тренер Ніколс   |

## Критика
На Rotten Tomatoes його оцінки 23% на основі 13 відгуків від критиків і 58% від більш ніж 5 000 глядачів.